# Mathilda Caspér
Maria Mathilda Caspér, född 14 mars 1856 i Gävle, död 6 juni 1934 i Stockholm, var en svensk skådespelare.

## Biografi
Caspér var dotter till skådespelarna Florian Eduard Caspér och Hedvig Henriette Caspér. Hon gjorde sin teaterdebut hos Knut Tivander 1875 och var engagerad hos honom till 1879. Säsongen 1879–1880 var hon hos Oscar Stiegler och Gustaf Ranft, 1880–1881 vid Mindre Teatern i Stockholm och från 1881 vid Södra Teatern. Bland hennes roller märks Prins Kille, Lazarillo i Don Cesar de Bazano, Emma i Doktor Ståhl, Julie i Topp, avgjort!, Marie i Pelle Grönlunds bryggeri, Greta i Vetebröd och rågbröd, Elsa i Reif von Reiflingen, Gertrud i Hata mig, herre!, Tant Krapproth i Näckens dotter och Pigan i Ett litet troll.
Mathilda Caspér bodde senare på Höstsol och avled 1934 på Mörby lasarett. Hon är begravd på Norra begravningsplatsen utanför Stockholm.

## Filmografi
- 1919 – Hemsöborna
- 1920 – Thora van Deken
- 1922 – Anderssonskans Kalle

## Teater

Mathilda Caspér, eventuellt i rollen som Carolina i Lars Anders och Jan Anders och deras barn på Södra teatern 1894.

### Roller (ej komplett)
| År   | Roll                        | Produktion                                                          | Regi            | Teater                     |
| ---- | --------------------------- | ------------------------------------------------------------------- | --------------- | -------------------------- |
| 1881 | Claudine, bondflicka        | Musketörerne i Klostret Louis Varney, Jules Prével och Paul Ferrier |                 | Mindre teatern             |
| 1888 | Donna Oquita                | Farinelli Hermann Zumpe, F. Wilibald Wulff och Charles Cassmann     |                 | Djurgårdsteatern           |
| 1890 | Fru Andersson, hushållerska | Friskt vågat Edgard Høyer                                           |                 | Södra Teatern              |
| 1902 | Fru Faulkner                | Sherlock Holmes Walter Christmas                                    |                 | Svenska teatern, Stockholm |
| 1904 |                             | Venus från saluhall'n Axel Bosin och Ernst Wallmark                 |                 | Östermalmsteatern          |
| 1908 |                             | De små landstrykarna Pierre Decourcelle                             |                 | Östermalmsteatern          |
| 1908 | Madame Røntved              | Strandbyfolk Holger Drachmann                                       |                 | Östermalmsteatern          |
| 1908 |                             | En smålänning, eller Sin egen lyckas smed Algot Sandberg            |                 | Östermalmsteatern          |
| 1909 |                             | Bröderna Hansen Edgard Høyer                                        | Peter Fjelstrup | Östermalmsteatern          |
| 1918 | Babina                      | Tokstollar, revy Emil Norlander                                     |                 | Södra Teatern              |
| 1923 |                             | Ebberöds bank Axel Breidahl och Axel Frische                        | Sigurd Wallén   | Södra Teatern              |